# Oumoul Sarr
Oumoul Khairy Sarr (Dakar, 25 gennaio 1984) è una cestista senegalese con cittadinanza spagnola.

## Carriera
Con il Senegal ha disputato tre edizioni dei Campionati mondiali (2006, 2010, 2018) e sette dei Campionati africani (2009, 2011, 2013, 2017, 2019, 2021, 2023).